# Carol Forman
Carol Forman (Epes, 19 giugno 1919 – Burbank, 9 luglio 1997) è stata un'attrice statunitense.

## Filmografia parziale
- The Falcon's Adventure, regia di William Berke (1946)
- San Quentin, regia di Gordon Douglas (1946)
- I predoni della montagna (Code of the West), regia di William Berke (1947)
- Under the Tonto Rim, regia di Lew Landers (1947)
- The Black Widow, regia di Spencer Gordon Bennet e Fred C. Brannon (1947) - serial
- Brick Bradford, regia di Spencer Gordon Bennet e Thomas Carr (1947) - serial
- I Docks di New Orleans (Docks of New Orleans), regia di Derwin Abrahams (1948)
- Superman, regia di Spencer Gordon Bennet e Thomas Carr (1948) - serial
- Il serpente piumato (The Feathered Serpent), regia di William Beaudine (1948)
- Federal Agents vs. Underworld, Inc., regia di Fred C. Brannon (1949) - serial
- Brothers in the Saddle, regia di Lesley Selander (1949)
- The Miraculous Blackhawk: Freedom's Champion, regia di Spencer Gordon Bennet e Fred F. Sears (1952) - serial